# 重神機潘多拉
《重神機潘多拉》（重神機パンドーラ）是河森正治原作，佐藤英一監督，海天雲龍出品，SATELIGHT製作的原創電視動畫，於2018年4月4日東京都會電視台首播，3月29日開始在日本Netflix先行上架。
最早在Anime Expo 2016上發表新作企劃「THE NEXT」，並於2017年10月17日舉行的「河森正治 NEW PROJECT BRIEFING」發表會中公開作品的詳情。

## 故事簡介
2031年，位於翔龍市的次世代能量裝置「量子反應堆」因失控而引發事故，導致世界出現劇變。突然出現的特異進化生物「B.R.A.I」覆蓋大地、吞噬都市，一步步將人類逼到了滅絕的邊緣。此事其後被稱為「翔龍危機」。
七年後，翔龍在重建後變成絕對防衛都市「新翔龍」，成為人類對抗B.R.A.I的希望堡壘。而在危機發生時處於反應堆附近的天才科學家劉雷昂，則於定下家族契約的劉可依一同居於都市外圍，並獨自進行對抗B.R.A.I的研究。
在成功抵禦試圖攻擊「新翔龍」的B.R.A.I後，劉雷昂與其餘八位出身各異的戰士共同組成特殊部隊「潘多拉」，賭上人類存亡，向B.R.A.I發起反攻。

## 登場人物

### 潘多拉
劉雷昂
配音：前野智昭（日本）／趙毅（中國）
引發「翔龍危機」的中心人物之一。事故發生後，在「新翔龍」外圍的荒野地區與可依兩人共同生活著。
很少說話且經常發呆，但在研究及進食方面則變得喋喋不休。
劉可依
配音：東山奈央（日本）／喬詩語（中國）
與雷昂結下家族契約的「妹妹」，與他沒有血緣關係，但卻視他為真正的哥哥。
性格開朗，經常努力地照顧著除了研究外就吊兒郎當的雷昂。
真正身份為吳龍的妹妹。
道格·霍巴特
配音：津田健次郎（日本）／趙乾景（中國）
以賞金獵人為職業的狙擊手，在行動時會將自己養的貓帶在身邊。
雖然經常面帶微笑且開著玩笑，擅長營造氣氛，但盯著獵物時眼神卻如野獸般銳利而冷酷。
葉坤靈
配音：花澤香菜（日本）／山新（中國）
賞金獵人。追求強大，使用冷酷的拳法。
以前曾在深山的道場中努力地修行空神拳。在「翔龍危機」後失去了於道場認識的朋友，現時則一邊狩獵B.R.A.I一邊尋找復仇對象。
格倫·丁
配音：内田雄馬（日本）／楊天翔（中國）
特殊部隊「潘多拉」的部隊長。階級是大尉。
在「翔龍危機」中失去了家人，其後以志願兵的身份加入了防衛軍。
凱恩·易卜拉欣·哈桑
配音：石塚運昇、玄田哲章（最終話）（日本）／圖特哈蒙（中國）
特殊部隊「潘多拉」的隊長，民間軍事公司出身的前傭兵，是「潘多拉」的頂樑柱。
豪爽且講義氣，經常照顧隊員們。
重度的花椒上癮者。

### 新翔龍市
塞西爾·蘇
配音：茅野愛衣（日本）／小連殺（中國）
代替在「翔龍危機」中死去的父親，就任為新翔龍市市長的年輕才女。同時還兼任成立「潘朵拉」的防衛軍司令官。
雲傑
配音：梅原裕一郎、東內麻里子（幼少）（日本）／藤新（中國）
在「翔龍危機」發生前便開始侍奉塞西爾的秘書官。
在學生時代已經視雷昂為競爭對手，反應堆事故後更向他投去疑惑的目光。

### 黃金幫派
Mr.GOLD
配音：檜山修之（日本）／楊默（中國）
身穿黃金鎧甲的前實業家。率領著神秘團夥威脅著新翔龍。
西格
配音：中村悠一（日本）／吳磊（中國）
Mr.GOLD的左膀右臂，並是其幫派的參謀。
總是面帶無畏的笑容，能冷靜地進行分析的戰略家。在發生「翔龍危機」時他也在現場
萬昊
配音：近藤孝行（日本）／李璐（中國）
孤高的武鬥家，Mr.GOLD的保鏢。
現時與Mr.GOLD等人一同行動，動機不明。
福
配音：石川界人（日本）／皇貞季（中國）
全身武裝的面具男，Mr.GOLD的心腹。
憑藉超越人類的戰鬥能力，作為尖兵在暗中活躍。

### 其他
吳龍
配音：石田彰（日本）／張杰（中國）
「量子反應堆」的開發者。希望改變世界。引發「翔龍危機」的中心人物之一
雷昂的知己，亦是一位優秀的科學家，卻死於「翔龍危機」。
菲歐娜
配音：能登麻美子（日本）／幽舞越山（中國）
神出鬼沒的神秘女子。雷昂稱菲歐娜身上散發出多次元量子場，
稱公主塞西爾為姊姊。
艾米麗婭·瓦利
配音：瀨戶麻沙美（日本）／常蓉珊（中國）
道格過去的戀人
人工智慧研究的第一人。道格為了任務而接近她。
在和道格共同生活的過程中逐漸和他心靈相通，但卻成為B.R.A.I的犧牲品而死亡。

## 設定用語
新翔龍市
翔龍危機後，新翔龍市作為絕對防禦都市之一，是人類為數不多的希望堡壘。雖地處翔龍危機的中心地帶，但是並沒有對城市和居民造成太大影響，現在仍依靠反應堆輸出的微弱能源維持著事故前的生活水準。
作為天然氣產地，該地的生活品質本就高於其他城市。而軍事力量相比其他城市也較為強大，治安穩定。因此城市外聚集許多夢想能遷往市內居住的人們。
絕對防衛都市
是指擁有對抗B.R.A.I的防禦體系（軍隊和設備），可以自給自足能源或電力的大規模城市的統稱。由於B.R.A.I的出現導致國家概念的消失，多數城市淪為廢墟，現存的絕對防禦都市僅剩數十個。
翔龍反應堆
又名「量子反應堆」，是作為新一代清潔能源而被開發出來的多重次元反應堆。劉雷昂在2031年進行啟動該反應堆的相關實驗時引發反應堆的失控事故是導致各地出現B.R.A.I的主要原因。內部構造屬於機密。
翔龍危機
2031年於新翔龍市發生的反應堆失控事故，是導致世界各地出現B.R.A.I的主要原因。該事故導致過往的國家概念的瓦解。
B.R.A.I
全名為Biological Revolutionary of Accelerated Intellect。是跨越生物、機械、植物的範疇而實現了融合，並獨自完成進化的生物。
大小不一，有小到蟲子，大到百米以上的巨大的個體。大型B.R.A.I的巨大身軀使時常導致其活動範圍內的城市的破壞，從而給人類造成巨大的損失。
可变形交通工具
全名為Multipurpose Organic Evolution Vehicle（MOEV），是在翔龍危機發生前由多國聯合開發研製的多功能可變形交通工具的統稱。具備交通工具和攻擊模式這兩種可自由變換的結構。
在翔龍危機後，通過將B.R.A.I零部件組裝進去而實現了實用化。現已作為對抗B.R.A.I的武器而獲得廣泛的普及。
賞金獵人
憑藉自身的高度駕駛技巧捕獵B.R.A.I，從而獲取高額傭金的自由傭兵。只有和都市防衛軍簽訂合同獲取執照的人，才具備狩獵資格。他們把從軍隊訂購的機甲親手做了個性化改造，因此每個機甲均不相同。

## 電視動畫

### 製作人員
- 原作：河森正治、SATELIGHT
- 總監督：河森正治
- 監督：佐藤英一
- 系列構成：根元歲三
- 角色原案：江端里沙
- 角色設計：安彥英二
- 重神機設計：河森正治
- 色彩設計：林可奈子
- 美術監督：伊藤聖
- CG監督：後藤浩幸
- 音樂：得田真裕、真鍋昭大
- 動畫製作：SATELIGHT

### 主題曲
片頭曲（第1話－第26話）
填詞、作曲：藤原基央，編曲、主唱：BUMP OF CHICKEN
片尾曲「Spica」（第2話－第26話）
填詞、作曲：藤原基央，編曲：BUMP OF CHICKEN & MOR，主唱：BUMP OF CHICKEN
插入曲
「Meteor」（第6話、第11話）
填詞、主唱：西澤幸奏，作曲、編曲：WEST GROUND
（第9話、第21話、第25話）
填詞：岩里祐穂，作曲：H ZETT M，編曲：H ZETTRIO，主唱：中島愛
「New Generation」（第10話、第20話、第23話）
填詞、主唱：西澤幸奏，作曲、編曲：WEST GROUND
「ギリギリDESTINY」（第15話）
填詞：唐澤美帆、加藤祐介，作曲、編曲：加藤祐介，主唱：佐佐木詩織、A.O.I

### 各話列表
| 話數       | 日文標題 | 中文標題       | 劇本       | 分鏡                       | 演出             | 作畫監督                                                                 |
| ---------- | -------- | -------------- | ---------- | -------------------------- | ---------------- | ------------------------------------------------------------------------ |
| Mission 01 |          | 進化的破壞者   | 根元歲三   | 河森正治 佐藤英一          | 佐藤英一         | 安彥英二、小森秀人、清水貴子                                             |
| Mission 02 |          | 開啟魔盒之人   | 根元歲三   | 河森正治 佐藤英一          | 野崎真代         | 安彦英二、清水貴子、塚本步 高田和典、森悅史、大久保義之 大河内忍         |
| Mission 03 |          | 2038 新翔龍市  | 根元歲三   | 清水聰                     | 佐佐木純人       | 安彦英二、小森秀人、谷口繁則                                             |
| Mission 04 |          | 突破咆哮作戰   | 根元歲三   | 玉木博 河森正治            | 玉田博           | 長坂寬治、Hwang Yeongsik、安彦英二                                       |
| Mission 05 |          | 頭頂上的敵人   | 入江信吾   | 三浦和也                   | 北川正人         | 清水貴子、大河内忍、安彦英二 大久保義之、橘正紀                          |
| Mission 06 |          | 悲哀與復仇之翼 | 入江信吾   | 有江勇樹                   | 有江勇樹         | 坂本俊太、大久保義之、ハニュー 安彦英二                                  |
| Mission 07 |          | 幻影的熊貓     | 望月真里子 | 佐藤英一 野崎真代          | 野崎真代         | 坂本俊太、福田紀之、安彦英二 Kim myeongsim、Hwang yeongsik               |
| Mission 08 |          | 雨天的死角     | 大野木寬   | 西澤晉                     | 小野田雄亮       | ハニュー、小林優子、大久保義之 大河内忍、柴田志郎、高橋恒星 石堂伸晴     |
| Mission 09 |          | 老虎的眼神     | 大野木寬   | 西澤晉                     | 球野貴裕         | 大久保義之、田中穰                                                       |
| Mission 10 |          | 紅蓮的回憶     | 根元歲三   | 清水聰                     | 北川正人         | 坂本俊太、高秀国男、武内啟 服部憲知、吉川美貴、安彦英二                  |
| Mission 11 |          | 吳龍博士       | 根元歲三   | 島津裕行                   | 佐佐木純人       | 畑智司、大河内、忍田中穰 小田真弓、安彦英二                              |
| Mission 12 |          | 紅色死神       | 大野木寬   | 西澤晉                     | 球野貴裕         | Hwang yeongsik、安彦英二                                                 |
| Mission 13 |          | 渾沌的吶喊     | 望月真里子 | 西澤晉                     | 町谷俊輔         | 小谷杏子、坂本俊太                                                       |
| Mission 14 |          | 怨念的高塔     | 入江信吾   | 小野勝巳                   | 小野田雄亮       | 大久保義之、坂本俊太、ハニュー 高橋恒星、德倉榮一、菅井嘉浩 普津澤時衛門 |
| Mission 15 |          | 黃金的鬼神     | 根元歲三   | 三浦和也 河森正治          | 球野貴裕         | 藤本悟                                                                   |
| Mission 16 |          | 變革者         | 根元歲三   | 野崎真代 江副仁美          | 野崎真代         | 大久保義之、Kim jin yping                                                |
| Mission 17 |          | 侍者的榮耀     | 入江信吾   | 清水聰                     | 成田巧           | 坂本俊太、大河内忍、Hwang yeongsik                                       |
| Mission 18 |          | 萬重之刃       | 大野木寬   | 西澤晉                     | 球野貴裕         | Kim jin yping、安彦英二                                                  |
| Mission 19 |          | 覺醒之初始     | 望月真里子 | 鈴木薫                     | 鈴木薫           | 田中穰                                                                   |
| Mission 20 |          | 天空的目標     | 根元歲三   | 町谷俊輔                   | 工藤寬顯         | 小島えり                                                                 |
| Mission 21 |          | 心有靈犀       | 根元歲三   | 西澤晉                     | 玉田博           | 大久保義之、坂本俊太、普津澤時衛門 Kim jeongcheol                        |
| Mission 22 |          | 幽禁之山       | 入江信吾   | 島津裕行                   | 野崎真代         | 藤本悟                                                                   |
| Mission 23 |          | 生命的圓環     | 大野木寬   | 清水聰                     | 球野貴裕         | ハニュー、大久保義之、大河内忍                                           |
| Mission 24 |          | 進化的盡頭     | 望月真里子 | 小野勝巳 河森正治          | 高田淳           | 小倉典子                                                                 |
| Mission 25 |          | 黎明之闇       | 根元歲三   | 西澤晉                     | 玉田博、球野貴裕 | 田中穣、大久保義之、ハニュー 畑智司、大河内忍、藤本さとる                |
| Mission 26 |          | 選擇的未來     | 根元歲三   | 佐藤英一 野崎真代 河森正治 | 野崎真代         | 坂本俊太・普津澤時エ門                                                   |

### 藍光版
| 卷數 | 發售日期       | 收錄話數        | 規格編號  |
| ---- | -------------- | --------------- | --------- |
| 壹   | 2018年9月26日  | 第1話 ~ 第9話   | BCXA-1395 |
| 貳   | 2018年11月22日 | 第10話 ~ 第17話 | BCXA-1396 |
| 参   | 2019年1月29日  | 第18話 ~ 第26話 | BCXA-1397 |

## 外部連結
- （日語）電視動畫《重神機潘多拉》日文官網
- （日語）电视动画《重神机潘多拉》的X（前Twitter）
- （简体中文）電視動畫《重神機潘多拉》中文官網
- （简体中文）电视动画《重神机潘多拉》的新浪微博